# Dél-Afrika alállamelnöke
Dél-Afrika alállamelnöke (afrikaans nyelven: Vise-Staatspresident) 1981 és 1984 között létezett poszt, melynek egyetlen betöltöje Alwyn Schlebusch volt (hivatali ideje 1981. január 1. – 1984. szeptember 14.).
A pozíciót az 1981-es alkotmányos reformok során hozták létre, amelyek megszüntették a szenátust, és létrehozták az Elnöki Tanácsot, amelynek vezetője az  alállamelnök volt. A Tanácsnak egyetlen feladata volt, hogy segédkezzen az alkotmányreformok előkészítésében és a szövegek megírásában.
Mivel az alállamelnöki posztra az új alkotmánymódosítások implementációja után nem volt szükség, a pozíciót az Elnöki Tanáccsal egyetemben 1984-ben felszámolták, Schlebusch pedig nyugdíjba vonult.

## A pozíció utóélete
Az apartheid rendszer bukása után Nelson Mandela elnök az alállamelnöki pozíció mintájára létrehozatta a Dél-afrikai Köztársaság elnökhelyettesi posztját, amelynek szinte teljesen ugyanazok voltak a jogkörei, mint az alállamelnöknek.

## Lásd még
• Dél-Afrika államelnöke

## Fordítás
- Ez a szócikk részben vagy egészben  a   Vice State President of South Africa című angol Wikipédia-szócikk ezen változatának fordításán alapul.  Az eredeti cikk szerkesztőit annak laptörténete sorolja fel. Ez a jelzés csupán a megfogalmazás eredetét és a szerzői jogokat jelzi, nem szolgál a cikkben szereplő információk forrásmegjelöléseként.